# Архітектура СРСР (журнал)
«Архитекту́ра СССР» (укр. «Архітекту́ра СРСР») — радянський, російськомовний теоретичний, науково-практичний журнал; орган Державного комітету з будівництва і архітектури при Держбуді СРСР і Спілки архітекторів СРСР, що існував у 1933–1992 рр.
Виходив у Москві з липня 1933 року по червень 1941 року щомісячно; у 1941 році вийшло два номери під назвою «Строительство военного времени»; у 1942—1947 роках — 18 неперіодичних номерів, які порушували проблеми, пов'язані з потребами фронту; з 1948 року по жовтень 1951 року журнал не видавався (замість нього у 1946—1950 роках виходив журнал «Архитектура и строительство»); з листопада 1951 року по 1983 рік — щомісяця, з 1984 по 1992 рік — збільшеним обсягом раз на два місці.
Журнал висвітлював питання тогочасного містобудування, житлової, промислової та сільської архітектури, типового проєктування, історії та теорії архітектури та будівництва, містив рецензії на окремі проєкти й будови, статті про творчість архітекторів, знайомив із зарубіжним досвідом. Станом на 1 січня 1970 року мав наклад понад 22 тисячі примірників.